# Dis oui
"Dis oui" ("Diz sim") foi a canção que representou a Bélgica no Festival Eurovisão da Canção 1998 que se disputou em Birmingham, Inglaterra, no Reino Unido em 9 de maio desse ano.
A referida canção foi interpretada em francês por Mélanie Cohl. Foi a vigésima canção a ser interpretada na noite do festival, a seguir à canção da Suécia "Kärleken är", interpretada por Jill Johnson e antes da canção da Finlândia "Aava", interpretada pela banda Edea. Terminou a competição em sexto lugar, tendo recebido 122 pontos. Foi o melhor resultado para a Bélgica desde a vitória de Sandra Kim com  "J'aime la vie" no 1986. No ano seguinte, a Bélgica foi representada por "Like the Wind", interpretada por Vanessa Chinitor.

## Autores
- Letrista: Philippe Swan
- Compositor: Philippe Swan
- Orquestrador: Nenhum

## Letra
A canção é cantada do ponto de vista de uma mulher que defende com um homem a desistir de seu relacionamento anterior e amá-la em seu lugar. Ela pinta várias imagens da felicidade que eles podem ter como resultado.

## Outras versões
Parece que terá gravado uma versão em inglês desta canção, intitulada "Easy", mas que nunca foi lançada.

## Charts
| Chart (1998)                | Posição |
| --------------------------- | ------- |
| Bélgica (Ultratop Flandres) | 13      |
| Belgium (Ultratop Valónia)  | 2       |